# 飢餓遊戲：自由幻夢Ⅰ
《飢餓遊戲：自由幻夢 PART I》（英語：The Hunger Games: Mockingjay – Part 1）是一部2014年美國科幻動作電影，此片改編自蘇珊·柯林斯著作的同名小說第三部《飢餓遊戲：自由幻夢》改編。《飢餓遊戲：自由幻夢》分為上、下兩集上映。由法蘭西斯·羅倫斯執導。

## 剧情
故事承接上一集，敘述凱妮絲在遊戲中獲救後將與普魯塔克和黑密契對都城展開革命。
「燃燒的女孩」凱妮絲艾佛丁在大旬祭上被反抗軍救走，比德卻不幸落入都城手裡。
凱妮絲被帶到傳說中已成廢墟的第13區，在反抗軍領袖柯茵和戰友支持下，銜命成為革命的象徵，領導施惠國各區叛變，對抗專制又腐敗的都城，同時也心繫比德安危，傾力籌劃營救行動。
隨著這場決定施惠國命運的戰爭愈演愈烈，凱妮絲也漸漸察覺，遊戲根本從未結束，她必須先確定該信任誰，以免危及所愛的一切！

## 演員
| 演員             | 角色                                  | 備註                             |
| 珍妮佛·勞倫斯    | 凱妮絲·艾佛丁 Katniss Everdeen        |                                  |
| 娜塔莉·多莫      | 奎希妲 Cressida                       |                                  |
| 喬許·哈卻森      | 比德·梅爾拉克 Peeta Mellark           |                                  |
| 連恩·漢斯沃      | 蓋爾·哈索恩 Gale Hawthorne            |                                  |
| 菲臘·西摩·荷夫曼 | 普魯塔克·希文斯比 Plutarch Heavensbee | 第75屆首席遊戲設計師             |
| 山姆·克拉弗林    | 芬尼克·歐戴爾 Finnick Odair           | 第65屆飢餓遊戲優勝者，來自第四區 |
| 唐納·蘇德蘭      | 史諾總统 Coriolanus Snow              |                                  |
| 茱莉安·摩爾      | 奧瑪·柯茵總統 Alma Coin               | 十三區領袖                       |
| 史丹利·圖奇      | 凱薩·富萊克曼 Caesar Flickerman       | 飢餓遊戲主持人                   |
| 薇洛·希爾絲      | 櫻草花·艾佛丁 Primrose Everdeen       | 凱妮絲之妹、乳名小櫻             |

## 發行

### 評價
烂番茄新鲜度70%，Metacritic上46家媒体平均分为64分，口碑不如前两部。《好莱坞报道者》：影片像是为一部将要上映的电影打造的过度冗长的预告片。导演将45分钟的故事情节拖拉成一部显得过于悠闲的两小时电影。

### 票房
美国首周末收获1.23亿美元成为年度最高开画成绩，但该成绩不如前两部。次周末收5688万蝉联冠军。第三周末入账2160万获得三连冠。第四周末收1320万居亚军，累计2.77亿；最终成绩为3.36亿，次于《美国狙击手》位列北美年度票房亚军。
香港首周四天收获969万港币列第二位，次周以674万登顶。
| 上一届： 《阿呆与阿瓜2》 | 2014年美國週末票房冠軍 第47-49周 | 下一届： 《出埃及記：天地王者》 |
| 上一届： 《星際啟示錄》  | 2014年台北週末票房冠軍 第47-48週 | 下一届： 《星際啟示錄》         |
| 上一届： 《》            | 2014年香港一週票房冠軍 第47周    | 下一届： 《》                   |

## 外部連結
- 互联网电影数据库（IMDb）上《飢餓遊戲：自由幻夢Ⅰ》的资料（英文）
- Box Office Mojo上《飢餓遊戲：自由幻夢Ⅰ》的資料（英文）
- 爛番茄上《飢餓遊戲：自由幻夢Ⅰ》的資料（英文）
- Metacritic上《飢餓遊戲：自由幻夢Ⅰ》的資料（英文）
- AllMovie上《飢餓遊戲：自由幻夢Ⅰ》的资料（英文）
- 開眼電影網上《飢餓遊戲：自由幻夢Ⅰ》的資料（繁體中文）
- 豆瓣电影上《飢餓遊戲：自由幻夢Ⅰ》的資料 （简体中文）
- 时光网上《飢餓遊戲：自由幻夢Ⅰ》的資料（简体中文）